# Antoine-Isaac Silvestre de Sacy
Antoine-Isaac Silvestre, barone de Sacy (Parigi, 21 settembre 1758 – Parigi, 21 febbraio 1838), è stato un orientalista, linguista, traduttore, arabista, iranista e politico francese.

## Biografia
Il padre di Antoine-Isaac, Jacques Abraham Silvestre, era un notaio giansenista che era andato a risiedere a Parigi e che aveva numerosi altri figli dalla moglie Marie Marguerite Judde. Fu per distinguersi rispetto ai suoi fratelli che Antoine-Isaac Silvestre aggiunse al proprio nome quello del villaggio di Sacy, situato nel dipartimento della Yonne. Fu reso nobile nel 1809 col titolo di cavaliere dell'Impero e poi, nel 1813, di barone dell'Impero. In seguito il suo titolo fu confermato da Luigi XVIII.
Avendo perso da piccolo il padre, ricevette un'educazione religiosa da sua madre e manifestò un talento precoce per le lingue. Il benedettino dom George François Berthereau gli insegnò l'ebraico a 12 anni di età, facendogli leggere le sue preghiere nella lingua originale.
Dopo l'ebraico, imparò quasi del tutto da autodidatta il siriaco, il samaritano, il caldeo, l'arabo, il persiano e il turco-ottomano, poi l'inglese, il tedesco, l'italiano e lo spagnolo. Dopo gli studi letterari, studiò giurisprudenza e fu nominato, nel 1781, consigliere della Cour des monnaies.
Pur adempiendo alle sue funzioni, continuò nondimeno con entusiasmo i suoi lavori di linguistica. Dal 1780 cominciò a pubblicare, nel Répertoire de littérature biblique di Eichhorn, note su una versione siriaca del Libro dei Re,  traduzioni di lettere scritte da Samaritani a Scaliger, e altri lavori ancora, e fu nominato nel 1785 membro libero dell'Académie des inscriptions. Pubblicò allora nella raccolta di questa associazione alcune Memorie sulla storia degli Arabi prima di Maometto, Sull'origine della loro letteratura elaborò alcune traduzioni e redasse, dal 1787 al 1791, Sur les antiquités de la Perse, quattro dotte memorie che attestavano erudizione e sagacia.
Nel 1791, divenne uno dei commissari generali incaricati di sorvegliare il conio delle monete e, l'anno dopo, fu nominato membro a pieno titolo dell'Académie des inscriptions.
Ostile alle grandi riforme della Rivoluzione, si dimise dalle sue funzioni di commissario nel 1792 e si ritirò in una proprietà della Brie, dove proseguì i suoi lavori preferiti e si dedicò in particolare alle ricerche sulla religione dei Drusi.
Nel 1795, avendo la Convenzione creato una Scuola di lingue orientali, fu invitato a insegnarvi l'arabo. Il 25 ottobre di quello stesso anno, fu costituito l'Institut de France e il dotto orientalista divenne membro della sezione di Letteratura e Belle Arti. Ma il suo rifiuto di prestare giuramento di ostilità alla monarchia non consentì la sua ammissione in tale struttura, della quale divenne parte attiva solo nel 1803. Tuttavia conservò la propria cattedra di Arabo e diventò, nella stessa epoca, uno dei redattori del Journal des savants. I numerosi e importanti lavori che fece apparire in seguito accrebbero considerevolmente la sua reputazione e lo posero al livello più alto fra gli orientalisti, arabisti e persianisti.
Nel 1805, fu incaricato di recarsi a Genova per scoprirvi manoscritti orientali ma le sue ricerche non conseguirono alcun risultato ed egli dovette limitarsi a riportare documenti storici d'un sicuro interesse.
Nominato professore di Persiano al Collège de France nel 1806, entrò nel Corps législatif come deputato di Parigi nel 1808, vi sedette fino alla Restaurazione e ricevette nel 1813 il titolo di barone dell'Impero. Silvestre de Sacy accolse con entusiasmo il ritorno del casato capetingio dei Borbone di Francia.
Dopo i Cento Giorni, diventò membro della commissione della Pubblica Istruzione, poi del Consiglio Reale e fu più tardi nominato amministratore del Collège de France e della Scuola speciale di lingue orientali di Parigi.
Nel 1822 fondò con Abel-Rémusat la Société asiatique e fu su sua iniziativa che furono istituite cattedre di sanscrito, d'hindustani, di cinese e di mancese al Collège de France.
Unitosi alla Rivoluzione di luglio 1830, fu chiamato nel 1832 a sedersi nella Chambre des pairs e assommò alle sue funzioni quelle d'ispettore dei tipi orientali dell'Imprimerie royale (1832), di conservatore dei manoscritti orientali alla Biblioteca nazionale di Francia (allora Bibliothèque royale) e di segretario perpetuo dell'Académie des inscriptions.
Malgrado i suoi molteplici incarichi, non smise peraltro mai di impartire fino al termine della sua vita i suoi corsi di lingua araba e persiana.
Al momento della morte era membro di quasi tutte le Accademie d'Europa e Grand'Ufficiale della legion d'onore.
Benché non si fosse occupato dello studio comparato delle lingue, è considerato uno dei più sagaci ed eminenti filologi del XIX secolo.
Ha potentemente contribuito col suo insegnamento e con i suoi scritti al progresso degli studi orientalistici e formò un gran numero di allievi, sia francesi, sia di altre nazioni, di cui forse il più celebre è Jean-François Champollion. Era un uomo caratterialmente gradevole, accostabile da tutti, disponibile e sempre pronto a garantire il suo appoggio alle idee utili e generose.

## Pubblicazioni

### Opere
- Mémoires sur l'histoire des Arabes avant Mahomet, Paris, 1785
- Mémoires sur diverses antiquites de la Perse, Paris, 1793
- Principes de Grammaire générale, mis à la portée des enfans, et propres à servir d'introduction à l'étude de toutes les langues, Paris, 1799, 8ª ediz. 1852
- Chrestomathie arabe, ou extraits de divers écrivains arabes: tant en prose qu'en vers, à l'usage des élèves de l'École spéciale des Langues Orientales vivantes, 3 volumi, Paris, 1806; 2ª edizione. 1826
- Grammaire arabe à l'usage des élèves de l'École Spéciale des Langues Orientales Vivantes : avec figures, 2 volumi, Paris, 1810; 2ª edizione. 1831
- Mémoire sur les monuments de Kirmanshah ou Bisutun, Paris, 1815
- Mémoires d'histoire et de littérature orientales, Paris, 1818 (contiene il noto articolo "Mémoire sur la dynastie des Assassins et sur l'étymologie de leur nom", pp. 322–403)
- Anthologie grammaticale arabe, ou morceaux choisis de divers grammairiens et scholiastes arabes …, Paris, 1829
- Exposé de la religion des Druzes, 2 voll., Paris, 1838

### Traduzioni (selezione)
- Mīr Ḫwānd, Histoire des Rois de Perse de la Dynastie des Sassanides, 1793
- Aḥmad ibn ʿAlī al-Maqrīzī, Traité des monnoies Musulmanes, 1797
- ʿAbd al-Laṭīf al-Baghdādī, Relation arabe sur l'Égypte, Paris, 1810
- Bīdpāī, Calila et Dimna ou fables de Bidpai, 1816
- Farīd al-Dīn ʿAttār, Pend-Nameh: ou Le Livre des conseils, trad. et publié par Silvestre de Sacy, Paris, Debure, 1819
- Al-Qāsim ibn ʿAlī al-Ḥarīrī, Les séances de Hariri, Paris, 1822
- Ǧāmī, Mawlānā Nūr al-Dīn ʿAbd al-Rahmān, Vie des Soufis ou les haleines de la familiarité, Paris, Imprimerie royale, 1831
- Yehūdā Ben Shelomo al-Ḥarīzī, Extrait du Séfer Tahkémoni, 1833

## Carriera
- 1781, consigliere alla Cour des monnaies.
- 1785, membro libero dell'Académie des inscriptions.
- 1795, cattedra di Arabo all'Institut National des Langues et Civilisations Orientales.
- 1806, professore di Persiano al Collège de France.
- 1808, deputato di Parigi.
- 1815, membro della Commissione della Pubblica Istruzione.
- Membro del Consiglio Reale.
- Amministratore del Collège de France.
- Amministratore dell'Institut National des Langues et Civilisations Orientales.
- 1832, seggio alla Camera dei Pari (Chambre des pairs).
- Grand'ufficiale della Legion d'Onore.